# Werner Felix
Werner Felix est un musicologue et historien de la musique allemand, né le 30 juillet 1927 à Weißenfels et mort le 24 septembre 1998 à Leipzig.

## Biographie
Spécialiste de Jean-Sébastien Bach, il a été recteur de la Hochschule für Musik Franz Liszt Weimar et de l'École supérieure de musique et de théâtre Felix Mendelssohn Bartholdy de Leipzig, ainsi que président fondateur de la Deutsche Chopin Gesellschaft de la RDA.
De 1969 à 1990, il a été membre exécutif de la Neue Bachgesellschaft. De 1979 à 1991, il a présidé les Bach-Archiv Leipzig. De 1978 à 1998, il a été membre de la Neue Bach-Ausgabe.
De 1958 à 1963, Werner Felix a été membre du Parti socialiste unifié d'Allemagne et membre du parlement du district d'Erfurt.
Il est devenu membre de l'Académie des sciences de Saxe le 11 octobre 1985.

## Distinctions
- Médaille du mérite de la RDA, 1964.
- Ordre du mérite patriotique (RDA), en bronze, 1977.
- Membre de l'Académie des sciences de Saxe, 1985.

## Publications
- Die Musik der deutschen Klassik, Seemann, Leipzig, 1954.
- Franz Liszt. Ein Lebensbild, Reclam, Leipzig, 1961.
- Christoph Willibald Gluck, Reclam, Leipzig, 1965.
- Franz Liszt. Biografie, Reclam, Leipzig, 1969, Röderberg-Verlag, Francfort-sur-le-Main, 1986.
- Johann Sebastian Bach, Deutscher Verlag für Musik, Leipzig, 1984, seconde édition 1986 et troisième édition 1989, Wiesbaden, Breitkopf & Härtel, 1984,  (ISBN 3-370-00165-9)  (ISBN 3-7651-0202-4).
- Musikgeschichte. Ein Grundriss, Deutscher Verlag für Musik, Leipzig 1984, 1985, seconde édition 1989, 1990.  (ISBN 3-370-00006-7)